# Gewanne Neue Reute und Dissenhorn
Die Gewanne Neue Reute und Dissenhorn sind ein vom Landratsamt Rottweil am 22. Dezember 1965 durch Verordnung ausgewiesenes Landschaftsschutzgebiet auf dem Gebiet der Stadt Rottweil.

## Lage
Das Landschaftsschutzgebiet Gewanne Neue Reute und Dissenhorn liegt westlich des Stadtteils Feckenhausen. Es gehört zum Naturraum Südwestliches Albvorland.

## Landschaftscharakter
Das sehr kleine Landschaftsschutzgebiet umfasst lediglich einen knappen Hektar rund um die Feckenhausener Marienkapelle. Es handelt sich um eine Waldlichtung, die von Nadelmischwäldern umgeben ist. Das Schutzgebiet wird von der verlängerten Gartenstraße durchquert.